# Allobates spumaponens
Allobates spumaponens är en groddjursart som beskrevs av Kok och Ernst 2007. Allobates spumaponens ingår i släktet Allobates och familjen Aromobatidae. IUCN kategoriserar arten globalt som otillräckligt studerad. Inga underarter finns listade i Catalogue of Life.